# 하이산역

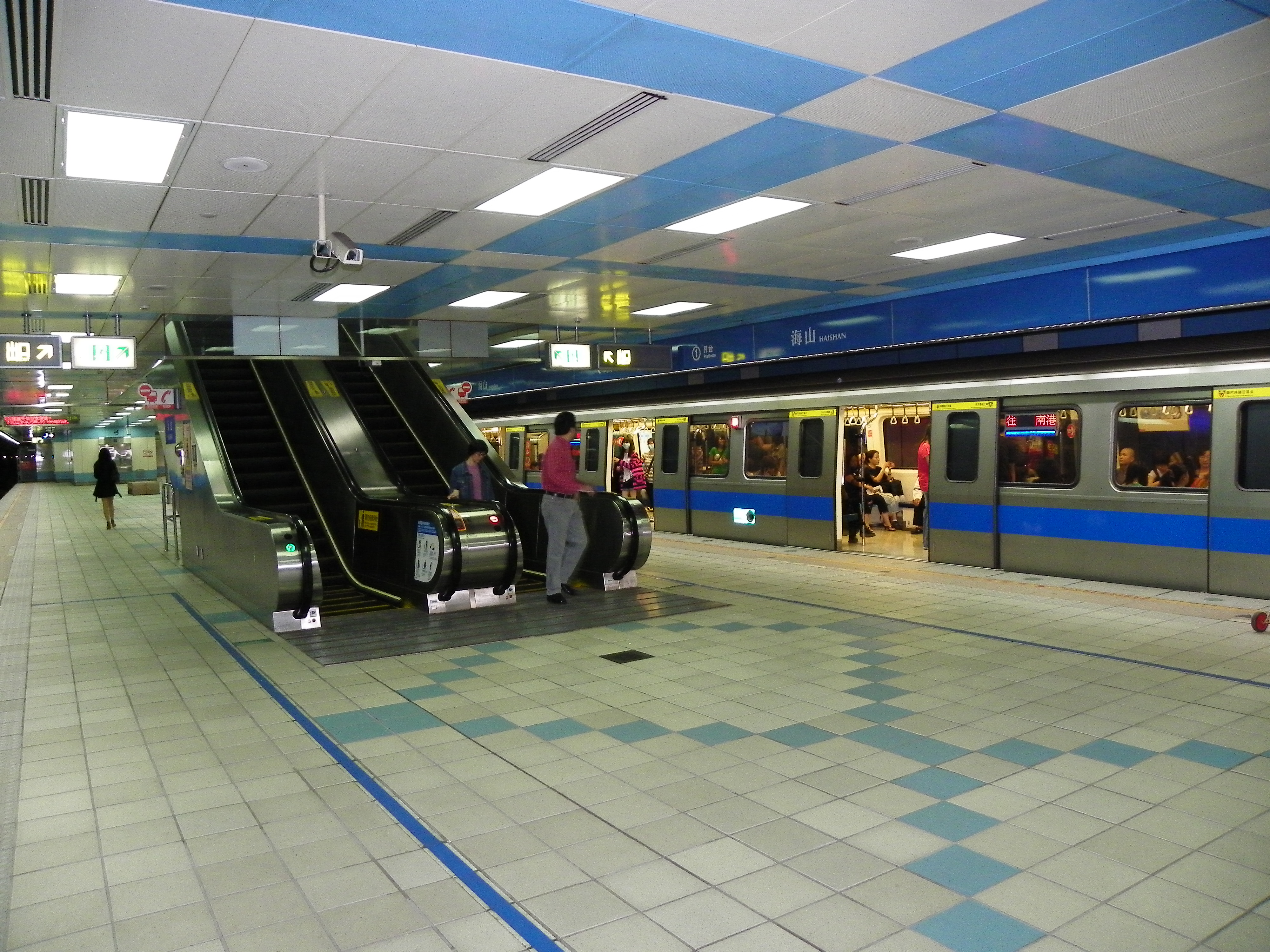
승강장

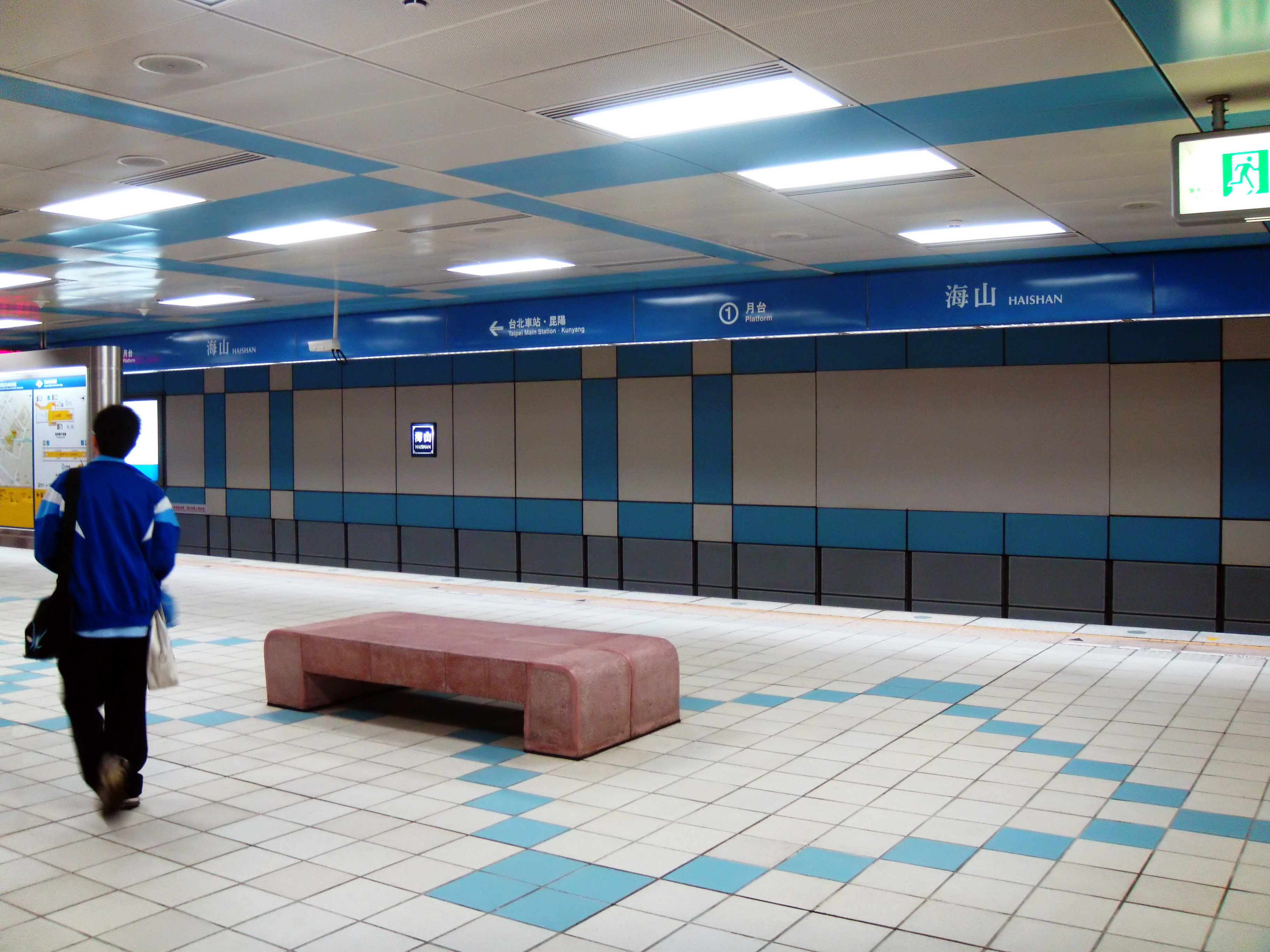
난강역 및 난강전람관역 개통전 1번 승강장(쿤양 방면)(2008년 3월 18일 화요일 촬영)

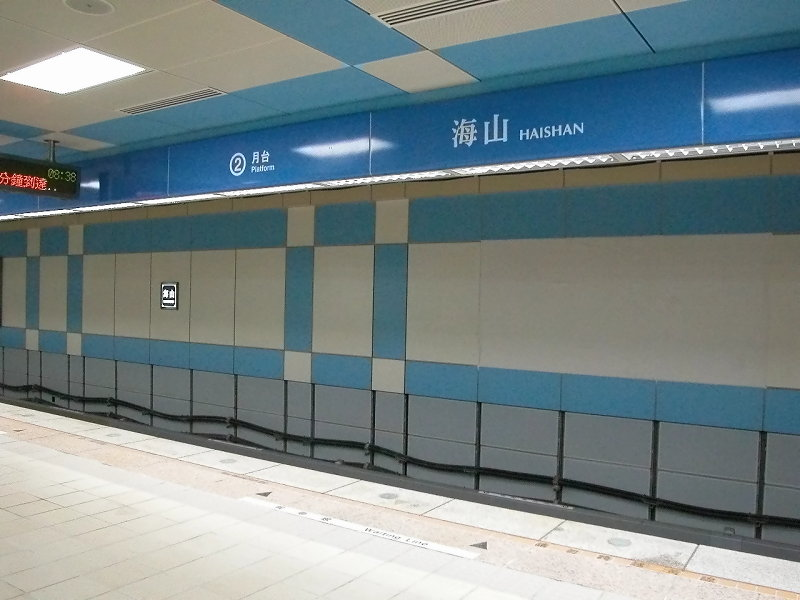
난강역 및 난강전람관역 개통전 2번 승강장(2006년 6월 25일 일요일 촬영)

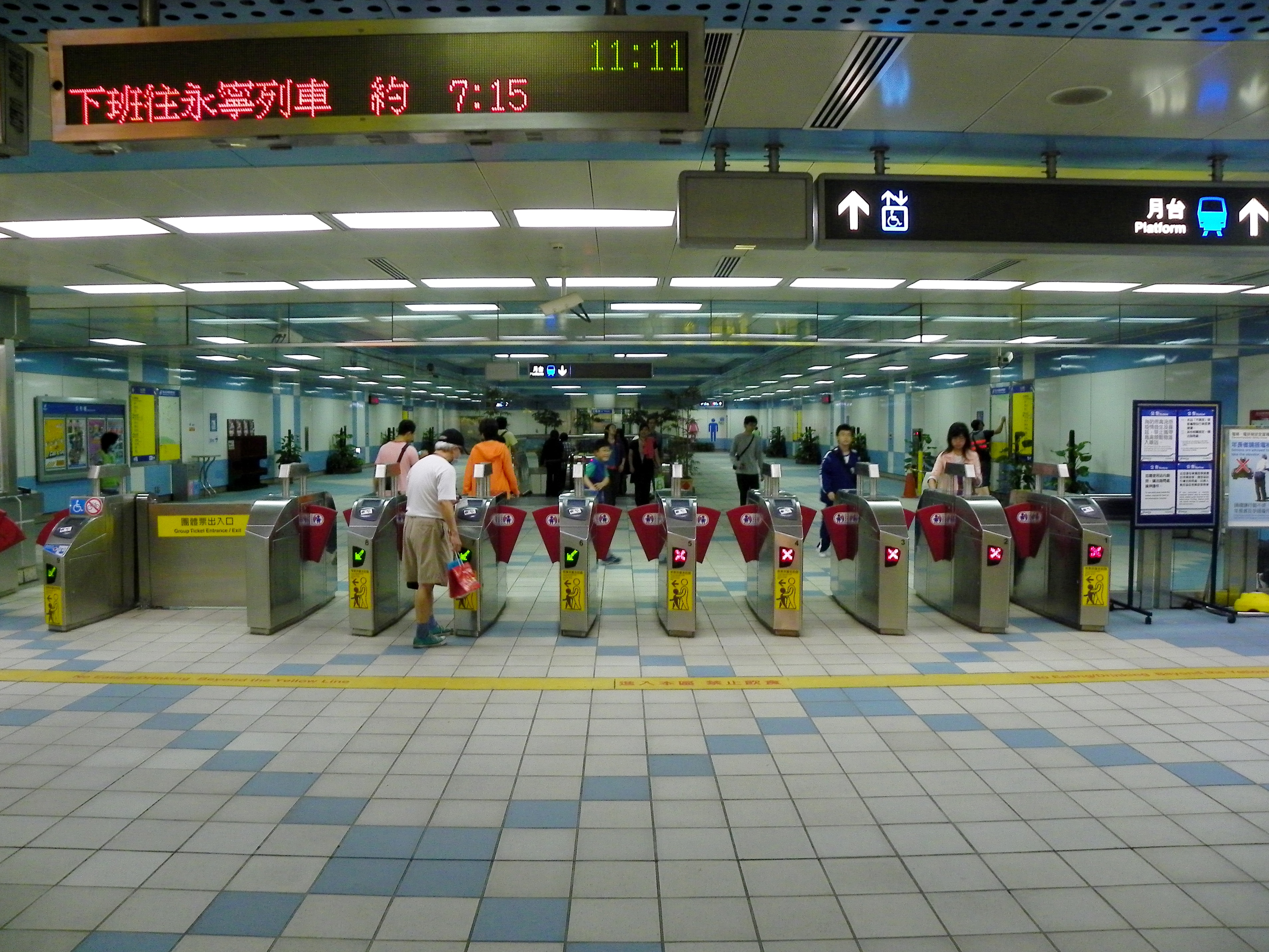
하이산역 대합실

하이산역(중국어 정체자: 海山站, 한자음: 해산참)은 타이완 신베이시 투청구 밍더리(明德里)·러리리(樂利里)·유성리(裕生里) 교차로에 위치한 타이베이 첩운 반난선(투청선)의 역이다. 투청 기기공장(土城機廠)은 본역과 극동병원역 사이의 서쪽으로 갈리는 선로에 있다.

## 개요
역은 다안전(大安圳)의 궁관구(公館溝) 지하, 쉐푸로 교차로 북쪽네 위치하고 있으며, 역번호는 BL04이며, 가칭은 하이산가오궁(海山高工)이었다. 역명은「하이산(海山)」이라는 지명에서 유래했다.

## 역 구조
이 역은 지하 2층에 3개의 출구를 가지고 있다. 승강장에는 난간형 스크린도어가 설치되어 있다.

### 층별 구조
| 지면     | 출구                            | 출구                                    |
| 지하 1층 | 대합실                          | 안내소, 자동매표기, 개집표기            |
| 지하 1층 | 대합실                          | 화장실(역 남쪽 운임 구역)               |
| 지하 2층 | 1번 승강장                      | ← 반난선 난강전람관 방면(BL05 극동병원) |
| 지하 2층 | 섬식 승강장, 왼쪽 출입문이 열림 |                                         |
| 지하 2층 | 2번 승강장                      | 반난선 딩푸 방면 (BL03 투청역）→        |

### 출구
1번 출구는 역 서쪽, 2·3번 출구는 역 동쪽에 위치하며, 2번 출구에 엘리베이터가 있다.
| 출구             | 사진 | 위치                       |
| ---------------- | ---- | -------------------------- |
| 틀:첩운출입구    |      | 러리 초등학교 (樂利國小)   |
| 틀:첩운출입구    |      | 신베이 하이테크 (新北高工) |
| 틀:첩운출입구    |      | 위민로 (裕民路)            |
| 틀:첩운출입구/註 |      |                            |

## 역사
- 2006년 5월 31일: 반차오선《신푸－푸중》구간과 투청선《푸중－융닝》구간이 정식으로 개통됨에 따라 개장.[2](p. 330)
- 2017년 3월: 난간형 스크린도어 정식가동.

## 역 인근
- 신베이 시립 신베이 고급공업직업학교
- 신베이기 투청구 러리 초등학교
- 토성 기기공장(土城機廠)
- 신베이시 공공자전거 대여시스템 첩운 하이산역 (1번 출구)
- 언화병원(恩樺醫院)
- 훠라오 구민활동센터
- 투청런안 병원(土城仁安醫院)
- 신베이시 투청구 광푸 초등학교
- 광푸 파출소
- 신베이 시립 중정 중학교
- 타이완 신베이 비방법원
- 투청 병원[3](투청역과 본역 사이 소재. 이 역에는 셔틀 버스가 없으며, 셔틀 버스는 융닝역 및 투청에서맘 정차.)
- ASE WeMall
- 유민 광장
- 투청 국가스포츠센터
- 광촨 병원
- 희망의 강(希望之河)

## 인접정차역
| 타이베이 첩운 반난선          | 타이베이 첩운 반난선        | 타이베이 첩운 반난선 |
| ----------------------------- | --------------------------- | -------------------- |
| BL05 극동병원 난강전람관 방면 | 타이베이 첩운 반난선 투청선 | 투청 BL03 딩푸 방면  |

### 참고 문헌
1. ↑  “臺北捷運車站站名增加編號作業 已完成初步設計 近期報請市府核定 預計明年8月前全面更新” (보도 자료) (중국어 (대만)). 台北捷運. 2016년 4월 11일. 2016년 4월 11일에 원본 문서에서 보존된 문서. 2016년 4월 11일에 확인함.
2. ↑  徐榮崇 (2015年12月). 《續修臺北市志  卷五 交通志 捷運篇》. 臺北市文獻委員會. ISBN 9789860469875.
3. ↑  新北市立土城醫院（委託長庚醫療財團法人興建以及經營）